# Jurgis Kairys
Jurgis Kairys (ur. 6 maja 1952 w Krasnojarsku) – litewski pilot akrobacyjny i inżynier lotnictwa. Laureat wielu nagród i wynalazca kilku manewrów lotniczych, między innymi koła Kairysa. Uczestniczył w ulepszaniu akrobacji na samolotach Suchoj: Su-26, Su-29 i Su-31, a także stworzył własny samolot do akrobacji o nazwie „Juka”.

## Najważniejsze osiągnięcia
18 września 1999 przeleciał pod każdym mostem nad rzeką Wilią w Wilnie, co zostało nazwane Lotem Stulecia. Jego najsłynniejszym numerem kaskaderskim był przelot 2 września 2000 do góry nogami pod mostem dla pieszych w Kownie, nad Niemnem (na wysokości siedmiu metrów). Wyczyn otrzymał nazwę Ultralot.
| Nazwa zawodów      | Miejsce           | Rok  | Styl      | Miejsce |
| ------------------ | ----------------- | ---- | --------- | ------- |
| Mistrzostwa świata | Pleśno            | 1987 | Freestyle | Brąz    |
| Mistrzostwa świata | Red Deer          | 1988 | Freestyle | Srebro  |
| Mistrzostwa świata | Red Deer          | 1988 | Dowolny   | Brąz    |
| Mistrzostwa Europy | Békéscsaba        | 1989 | Freestyle | Złoto   |
| Mistrzostwa świata | Yverdon-les-Bains | 1990 | Freestyle | Złoto   |
| Mistrzostwa Europy | Grosseto          | 1993 | Dowolny   | Brąz    |
| Mistrzostwa świata | Debreczyn         | 1994 | Freestyle | Złoto   |
| Mistrzostwa świata | Oklahoma City     | 1996 | Freestyle | Srebro  |
| Mistrzostwa świata | Silverstone       | 2009 | Freestyle | Srebro  |
| Mistrzostwa świata | Foligno           | 2011 | Freestyle | Brąz    |

## Biografia
Jurgis Kairys urodził się 6 maja 1952 w Krasnojarsku, dokąd władze radzieckie przesiedliły jego rodziców. Rodzina dostała jednak zezwolenie na powrót na Litwę, kiedy Kairys był jeszcze małym chłopcem. We wczesnym wieku zaczął interesować się lataniem, widząc samoloty lądujące i wznoszące się nad lotniskiem w pobliżu jego domu.
W młodości uzyskał tytuł inżyniera płatowca, co pozwoliło mu rozpocząć akrobacje lotnicze w Klubie Lotniczym w Kownie. Jego talent i ambicja stały się dla wszystkich dostrzegalne. Wkrótce stał się członkiem elity drużyny narodowej.
Styl akrobatyczny widoczny dzisiaj został rozwinięty ponad dwadzieścia lat temu przez Litwinów: Stepasa Artiškevičiusa i właśnie Jurgisa Kairysa, którzy rywalizowali ze sobą i wzajemnie się trenowali, należąc do radzieckiej drużyny. Obecnie każdy pilot akrobacyjny przy stylu dowolnym lata właśnie w stylu rozpowszechnianym przez środowisko radzieckich akrobatów w latach siedemdziesiątych.
Jego umiejętności inżynierskie i pilota zostały docenione, kiedy starał się o pracę w biurze Suchoj. Rozwijał tam manewry na modelach Su-26, Su-29 i Su-31, tworząc zupełnie nowe akrobacje, co pozwoliło mu wygrać Mistrzostwa Świata w Akrobacjach Lotniczych FAI. Udało się to osiągnąć przy pomocy samolotu, którym wygrywano już wiele zawodów – od mistrzostw Europy po mistrzostwa świata. Tradycję podtrzymuje się do dziś – na przykład samolotem Su-31 wygrano w 2003 Mistrzostwa Świata w Lakeland na Florydzie.
Mocną stroną Kairysa były zawsze akrobacje w stylu dowolnym, co pozwoliło mu rozwinąć nowe pomysły w lataniu – nowe zarówno dla niego samego, jak i dla samolotu, którym się posługiwał. W ostatnim czasie lata samolotem „Juka” według własnych pomysłów, próbując dostosować maszynę do przyszłych pokazów i zawodów.
Jest wynalazcą kilku manewrów akrobatycznych, takich jak koło Kairysa i mała pętla. Jest także pierwszą osobą, której udało się wykonać kobrę Pugaczowa w maszynie napędzanej śmigłami.